# جيرت اندكفيست
جيرت اندكفيست (16 فبراير 1937 - 2001) هو لاعب كرة قدم سويدي في مركز الدفاع. لعب مع نادي مالمو.

## وصلات خارجية
- جيرت اندكفيست على موقع اتحاد السويد (السويدية)
- جيرت اندكفيست على موقع قاعدة بيانات كرة القدم.إي يو (الإنجليزية)